# Vierstreifenhörnchen
Das Vierstreifenhörnchen (Lariscus hosei) ist eine Hörnchenart aus der Gattung der Schwarzstreifenhörnchen (Lariscus). Es ist auf Borneo endemisch. Das Artepitheton ehrt den britischen Zoologen Charles Hose.

## Merkmale
Das Vierstreifenhörnchen ist ein mittelgroßes Hörnchen, das eine Kopfrumpflänge von 172 bis 192 mm erreicht. Die Schwanzlänge beträgt 110 bis 142 mm, die Hinterbeinlänge 42 bis 46 mm und das Gewicht 145 bis 215 Gramm. Der Rücken und die Flanken sind durch vier schwarze Streifen charakterisiert. Die zwei Streifen in der Mitte sind durch eine sandfarbene Mittellinie getrennt. Die inneren und äußeren Streifen sind durch sehr helle Linien getrennt. Kopf, Nacken, Flanken und die äußeren Seiten der Beine sind grauoliv. Kehle, Bauch und die inneren Seiten der Beine sind cremefarben und größtenteils fuchsrot verwaschen. Der Schwanz ist orangegrau mit schwarzen Ringeln. Das Weibchen hat drei Zitzenpaare.

## Vorkommen und Lebensraum
Das Vierstreifenhörnchen bewohnt Primärwälder in Höhenlagen bis 1.000 m in den Bundesstaaten Sarawak und Sabah und im nördlichen Kalimantan Timur auf Borneo.

## Lebensweise
Über die Lebensweise des Vierstreifenhörnchens ist nur wenig bekannt. Es ist tagaktiv und Bodenbewohner. Die Nahrung besteht aus Insekten, Früchten und Wurzeln.

## Bestand und Gefährdung
Die Populationsgröße dieser Art ist unbekannt. Nachdem die IUCN sie 1996 als gefährdet (vulnerable) klassifiziert hatte, wurde sie 2008 auf die Vorwarnliste (near threatened) hinunter gestuft. Die größte Gefährdung geht von Rodungen seitens der Nutzholzindustrie aus.

## Weblink
- Lariscus hosei in der Roten Liste gefährdeter Arten der IUCN 2013.2. Eingestellt von: Duckworth, J.W. & Hedges, S., 2008. Abgerufen am 20. Dezember 2013.